# Districtul Cha-Am
Cha-Am (în thailandeză ชะอำ) este un district (Amphoe) din provincia Phetchaburi, Thailanda.